# David et Goliath (film, 1908)
Pour les articles homonymes, voir David et Goliath.
Pour plus de détails, voir Fiche technique et Distribution.
David et Goliath (titre original : David and Goliath) est un film muet américain réalisé par Sidney Olcott, sorti en 1908.
Ce film muet en noir et blanc met en scène un épisode de la Bible : le combat de David contre Goliath.

## Fiche technique
- Titre : David et Goliath
- Titre original : David and Goliath
- Réalisation : Sidney Olcott
- Scénario : Sidney Olcott
- Photographie :
- Montage :
- Producteur :
- Société de production : Kalem Company
- Société de distribution : Kalem Company
- Pays d'origine :  États-Unis
- Langue : film muet avec les intertitres en anglais
- Métrage : 587 mètres (2 bobines)
- Format : Noir et blanc — 35 mm — 1,33:1 — Muet
- Genre : Film dramatique, Film historique
- Durée : 19 minutes 35 secondes
- Date de sortie :
  - États-Unis : 7 novembre 1908

## Distribution
- Tom Santley : David